# Judith Sans Serra
Judith Sans Serra   (Ascó, 31 de març de 1994) és un jugadora d'handbol catalana, que juga en la posició de pivot.
Formada en els equips inferiors del CH Ascó, va passar a competir a la màxima categoria amb l'Esportiu Castelldefels. El 2014 va fitxar per l'Alcobendas madrileny on romandre un any. L'any següent va marxar al potent Bera Bera. Al 2017, les seves bones actuacions va fer que l'equip danès del Midtjylland l'incorporés a les seves files, però l'any següent va tornar a l'equip basc.
Amb la selecció espanyola va debutar al 2016 però finalment no va entrar a llista dels Jocs Olímpics de Rio. El 2018 va participar en els Jocs Mediterranis de Tarragona on va guanyar la medalla d'or. Al 2019, amb només 25 anys, va anunciar la seva retirada. Però a finals del 2020 va decidir tornar a jugar en el Handbol Sant Quirze de la Divisió de plata. En el seu palmarès destaca el títol de lliga del 2015/16, tres de Supercopa Espanyola, i el de la Copa de la Reina a la 2018/19 amb el Bera Bera, on a més va obtenir durant dos temporades el guardó com a Millor defensora de la lliga.